# Ungern i olympiska vinterspelen 1956
Ungern deltog med två deltagare vid de olympiska vinterspelen 1956 i Cortina d'Ampezzo. Totalt vann de en bronsmedalj.

## Medaljer

### Brons
- Marianna Nagy och László Nagy - Konståkning.